# Ladário (Friões)
Ladário é uma aldeia portuguesa da freguesia de Friões, Município de Valpaços com 13 habitantes efetivos.

## Topónimo
Existem duas versões para a origem do nome Ladário:
Ladário ou Ladairo era a designação atribuída a uma procissão popular onde se recitavam ladainhas para que o poder divino os protegesse de uma determinada calamidade que estivesse a ocorrer, tal como uma seca prolongada, excesso de chuva, ou uma epidemia que dizimasse pessoas ou animais domésticos. Esta é a versão religiosa, há ainda pessoas seniores que chamam à povoação Ladairo, em vez de Ladário (1).
Ladário ou Lada, chama-se a um corredor navegável de um rio junto a uma das margens, corredor que se pode transpor para a terra, designado um lugar de passagem ou acesso (2).

## Localização
O Ladário situa-se ao lado da estrada Municipal que liga Celeirós a Nogueira da Montanha; é, portanto uma das interfaces da freguesia de Friões, a porta de saída para a freguesia de Nogueira da Montanha, assim como Celeirós comunica com Santiago da Ribeira de Alhariz, S. Domingos com Ervões e Mosteiró de cima com S. Julião de Montenegro.
O Ladário é o vizinho privilegiado de Vilaranda, as duas aldeias estão separadas pelo monte Vilaranda, Vilaranda a nascente e Ladário a Poente. Dista 4 km de Friões, 16 km de Chaves e 16 km de Valpaços.

## Aldeia Vizinhas
- Vilaranda, 0.5 km
- Celeirós, 2.5 km
- Ferrugende, 3.5 km
- Nogueira da Montanha, 2.5 km
- Gondar, 3 km

## Atividade Económica
A população do Ladário vive do turismo e de pequenas explorações agrícolas.

## Património
- Casa das Senhoras
- Capela
- Nicho do Senhor dos Aflitos
- Fonte do Ladário

## História
O que se conhece da História do Ladário, desenrola-se à volta da casa senhorial (Feudal) que foi construída no século XVIII e só foi extinta no início do século XX. Ainda no início deste século todas as manhãs as populações famintas do Ladário e de aldeias como Vilaranda, Vila Nova e outras, Concentravam-se à volta da Casa das senhoras (3 irmãs solteiras) suplicando por trabalho, sendo selecionadas cerca de 40 pessoas diariamente que iriam executar tarefas agrícolas ou pecuárias nas propriedades com mais de 350 hectares. A maioria regressava a casa sem trabalho, os que trabalhavam recebiam 1 pão de centeio com cerca de 25 cm de diâmetro, 1 litro de azeite e 1 litro de vinho.

## Localidades homónimas
- Ladário, Estado de Mato Grosso do Sul, Brasil
- Ladário, extinto concelho de São Salvador da Vila do Ladário, actual povoação da freguesia de São Miguel de Vila Boa, município de Sátão
- Ladário, 4615-811 Agilde, Celorico de Basto, Braga
- Ladário, 4690-278 Fornelos, Cinfães, Viseu
- Ladário, 5100-397 Cambres, Lamego, Viseu
- Ladario, 4635-604 Várzea Ovelha e Aliviada, Marco de Canaveses, Porto
- Ladário, 5040-444 Vila Marim, Mesão Frio, Vila Real
- Ladário, 3680-027 Arcozelo das Maias, Oliveira de Frades, Viseu
- Ladário, 4840-060 Chorense (Santa Marinha,) Terras de Bouro, Braga
- Ladário, 4730-610 Valdreu, Vila Verde, Braga